# Pantopoda
Pantopoda zijn een orde van zeespinnen (Pycnogonida).

## Taxonomie
De volgende taxa worden bij de orde ingedeeld:
- Onderorde Eupantopodida Fry, 1978
  - Superfamilie Ascorhynchoidea Pocock, 1904
    - Families  incertae sedis
      - Geslacht Bango Bamber, 2004
      - Geslacht Chonothea Nakamura & Child, 1983
      - Geslacht Decachela Hilton, 1939
      - Geslacht Ephyrogymna Hedgpeth, 1943
      - Geslacht Hannonia Hoek, 1881
      - Geslacht Mimipallene Child, 1982
      - Geslacht Pigrogromitus Calman, 1927
        - = Clotenopsa Hilton, 1942

      - Geslacht Pycnothea Loman, 1921
      - Geslacht Queubus Barnard, 1946

    - Familie Ammotheidae Dohrn, 1881
      - = Acheliidae

    - Familie Ascorhynchidae Hoek, 1881
      - = Eurycydidae Sars, 1891

  - Superfamilie Colossendeidoidea Hoek, 1881
    - Familie Colossendeidae Jarzynsky, 1870

  - Superfamilie Nymphonoidea Pocock, 1904
    - Familie Callipallenidae Hilton, 1942
      - = Pallenidae

    - Familie Nymphonidae Wilson, 1878
    - Familie Pallenopsidae Fry, 1978

  - Superfamilie Phoxichilidoidea Sars, 1891
    - Familie Endeidae Norman, 1908
      - = Chilophoxidae
      - = Endeididae

    - Familie Phoxichilidiidae Sars, 1891
      - = Anoplodactylidae

  - Superfamilie Pycnogonoidea Pocock, 1904
    - Familie Pycnogonidae Wilson, 1878

  - Superfamilie Rhynchothoracoidea Fry, 1978
    - Familie Rhynchothoracidae Thompson, 1909
- Onderorde Stiripasterida Fry, 1978
  - Familie Austrodecidae Stock, 1954
- Onderordes incertae sedis
  - Geslacht  † Flagellopantopus Poschmann & Dunlop, 2005
  - Geslacht  † Palaeothea Bergstrom, Sturmer & Winter, 1980

- Incertae sedis
  - Geslacht Alcynous Costa, 1861 (nomen dubium)
  - Geslacht Foxichilus Costa, 1836 (nomen dubium)
  - Geslacht Oiceobathys Hesse, 1867 (nomen dubium)
  - Geslacht Oomerus Hesse, 1874 (nomen dubium)
  - Geslacht Paritoca Philippi, 1842 (nomen dubium)
  - Geslacht Pephredro Goodsir, 1842 (nomen dubium)
  - Geslacht Phanodemus Costa, 1836 (nomen dubium)
  - Geslacht Platychelus Costa, 1861 (nomen dubium)